# Xiuladora del Sepik
La xiuladora del Sepik (Colluricincla tappenbecki) és un ocell de la família dels paquicefàlids (Pachycephalidae).

## Hàbitat i distribució
Habita els boscos del nord i nord-est de Nova Guinea.

## Taxonomia
Espècie que ha estat separada de Colluricincla megarhyncha arran els treballs de Marki et al. 2018